# Tony Banks
Anthony Louis "Tony" Banks, Lord Stratford, född 8 april 1943, död 8 januari 2006, var en brittisk parlamentsledamot för Labour. Han representerade valkretsen Newham North West i underhuset från 1983 till 1997 och därefter West Ham från 1997 till 2005.
Banks var sportminister mellan 1997 och 1999.
Han adlades som Baron Stratford 2005, men satt bara en kort tid i överhuset eftersom han avled i januari 2006.